# Exécution extrajudiciaire

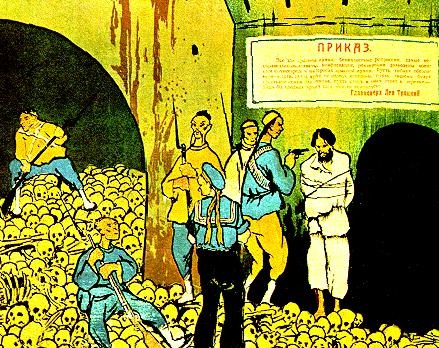
Affiche de propagande antibolchevique des armées blanches représentant une exécution extrajudiciaire (1919).

Une exécution extrajudiciaire (ou assassinat ciblé) est l'assassinat d'une personne par des autorités gouvernementales ou des individus, sans procédure judiciaire ni procès légal.
Les exécutions extrajudiciaires ont souvent pour cibles des figures influentes du monde politique, syndical, dissident, religieux ou social.

## Exemples

### Europe

#### France
En 1944, principalement à partir de la libération progressive du territoire, des groupes armés se réclamant de la résistance ont exécuté environ 10 000 personnes, ce que les historiens qualifient d'épuration extrajudiciaire, les documents d'archives parlent de "répression à la Libération".[réf. nécessaire]
François Hollande, du temps où il était président de la France, a ordonné huit exécutions extrajudiciaires de terroristes. Sept de ces exécutions ont été accomplies à l'étranger par des Américains,.

#### Russie
Les autorités russes sont accusées de nombreuses exécutions extrajudiciaires, commises soit en Russie (par exemple l'assassinat de la journaliste Anna Politkovskaïa) soit à l'étranger (comme l'assassinat d'Alexandre Litvinenko ),,.
En mars 2018, le gouvernement britannique, déclare, au sujet de l'empoisonnement de Sergueï et Ioulia Skripal survenu sur le sol britannique, avoir la preuve que soit il s'agit d'une action directe de l'État russe contre la Grande-Bretagne, soit le gouvernement russe a perdu le contrôle de cet agent neurotoxique aux conséquences potentiellement catastrophiques et a permis qu'il arrive dans les mains d'autres personnes. Theresa May indique que le gouvernement du Royaume-Uni a demandé à la Russie d'avouer au plus tard le 13 mars 2018 laquelle de ces deux fautes elle avait commise.

#### Royaume-Uni
En Irlande du Nord, des membres des forces armées britanniques, la Police royale de l'Ulster et des agents britanniques ont parfois tué sans couverture légale durant le Conflit nord-irlandais,.
Le 1er mars 2018, après une bataille légale menée par les associations Reprieve et Privacy International, le gouvernement britannique a reconnu pour la première fois publiquement que les officiers traitants du MI5 peuvent autoriser leurs informateurs à participer à des crimes sur le territoire du Royaume-Uni si c'est estimé nécessaire pour qu'ils aient accès à des renseignements qui permettraient de prévenir des menaces plus graves. Les crimes autorisés incluent l'assassinat, la torture et l'agression sexuelle. Le MI6, lui, est autorisé à commettre des crimes à l'étranger,.

### Amérique latine
Les exécutions extrajudiciaires sont très utilisées par les autorités mexicaines durant la Guerre de la drogue au Mexique, en réponse aux nombreux assassinats de policiers par les narcotrafiquants. Cela pose des problèmes car des innocents ou des gens forcés de travailler pour les cartels sont fréquemment exécutés par erreur. En septembre 2019, la Commission nationale des droits de l'homme du Mexique, organisme créé en 1992, annonce ouvrir une enquête à la suite de huit exécutions extrajudiciaires présumées à Nuevo Laredo commises par des policiers, mais les autorités démentent. De plus, il arrive que des gens soient exécutés pour des raisons absolument disproportionnées, comme l'exécution le 5 juin 2020 d'un jeune maçon, Giovanni López, qui a été battu à mort par la police d'Ixtlahuacán car il travaillait sans porter de masque en pleine pandémie, ce qui a provoqué un important mouvement social pour demander justice,.

### Asie du Sud-Est
Aux Philippines, plus de 7 000 exécutions extrajudiciaires sont pratiquées en moins d'un an dans le cadre de la guerre contre la drogue menée par le président Rodrigo Duterte à partir de 2016,.